# Zascienki (rejon orszański)
Zascienki (biał. Засценкі; ros. Застенки, Zastienki; pol. hist. Zaścianki) – wieś na Białorusi, w obwodzie witebskim, w rejonie orszańskim, w sielsowiecie Zubawa, przy drodze magistralnej M8. 

## Historia
W XIX i w początkach XX w. położone były w Rosji, w guberni mohylewskiej, w powiecie horeckim, w gminie Masłaki (Maślaki). Znajdowała się tu wówczas stacja pocztowa, położona na szosie petersbursko-kijowskiej, pomiędzy stacjami Orsza i Łokucie.
Następnie w granicach Związku Sowieckiego. Od 1991 w niepodległej Białorusi.